# Adventures of Tron
Adventures of Tron é um jogo de plataforma e ação desenvolvido pela APh Technological Consulting e publicado pela Mattel para o Atari 2600 em 1982, sendo um dos vários jogos baseados no filme Tron - feito pela Disney e também lançado em 1982. Após perder a licença para a franquia Tron, a Mattel relançou o jogo sob o nome Adventures on GX-12.

## Jogabilidade
O jogador controla Tron em um cenário com quatro andares cortado ao meio por uma barra laranja pela qual o personagem pode descer, sendo que em cada lado há um elevador pelo qual o personagem pode subir. O objetivo central é fazer com que Tron colete todo o número possível de bits, figuras presentes em todos os andares que flutuam de um lado a outro da tela, para que consiga prosseguir para uma fase mais difícil. Quando for possível avançar de fase, a barra laranja desaparecerá e o centro da tela, para o qual o jogador deve ir, ficará totalmente azul. Há vários obstáculos baseados em elementos do universo Tron que devem ser evitados pelo jogador: recognizers, Grid Bugs e tanques de combate. Há também solar sailers, representados como uma espécie de flecha, que o jogador pode pular e se agarrar para ser transportado.

## Desenvolvimento
Originalmente, Adventures of Tron deveria ter sido uma versão portada para Atari 2600 do jogo Tron: Maze-A-Tron. Mas conforme seu desenvolvimento prosseguiu, cada vez mais foi perdendo sua relação com aquele jogo, até que a Mattel decidiu dar-lhe um novo nome.